# إدوارد بيري (لاعب كرة قدم)
إدوارد بيري (بالإنجليزية: Edward Perry)‏ هو لاعب كرة قدم بريطاني في مركز الهجوم، ولد في 30 أبريل 1934 في إدنبرة في المملكة المتحدة. لعب مع ريث روفرز.